# Sleepy Hollow, Illinois
Sleepy Hollow är en by i Kane County i Illinois. Vid folkräkningen år 2000 hade byn en befolkning på 3 553.
Sleepy Hollow grundades 1950 av Floyd Falese. Flera gator i byn är uppkallade efter karaktärer i Washington Irvings berättelse The Legend of Sleepy Hollow, till exempel "Headless Horseman Drive", "Ichabod Crane Drive", och "Beau Brummel Drive". Berättelsen filmatiserades 1999 som Sleepy Hollow.